# Плутно
Плутно — деревня в Лидском сельском поселении Бокситогорского района Ленинградской области.

## История
Согласно X-ой ревизии 1857 года:

ПЛУТНО — деревня, принадлежит Ханыкову: хозяйств — 7, жителей: 21 м. п., 19 ж. п., всего 40 чел.

По земской переписи 1895 года:

ПЛУТНО — деревня, крестьяне бывшие Ханыкова: хозяйств — 11, жителей: 34 м. п., 27 ж. п., всего 61 чел.

В конце XIX — начале XX века деревня административно относилась к Верховско-Вольской волости 1-го земского участка 3-го стана Устюженского уезда Новгородской губернии.
В начале XX века близ деревни на берегу реки Обломны находился жальник.

ПЛУТНО — деревня Шибаловского сельского общества, число дворов — 14, число домов — 22, число жителей: 43 м. п., 45 ж. п.; Занятие жителей: земледелие, лесные заработки. Вологодская ж.д. Колодцы. Часовня, школа. (1910 год)

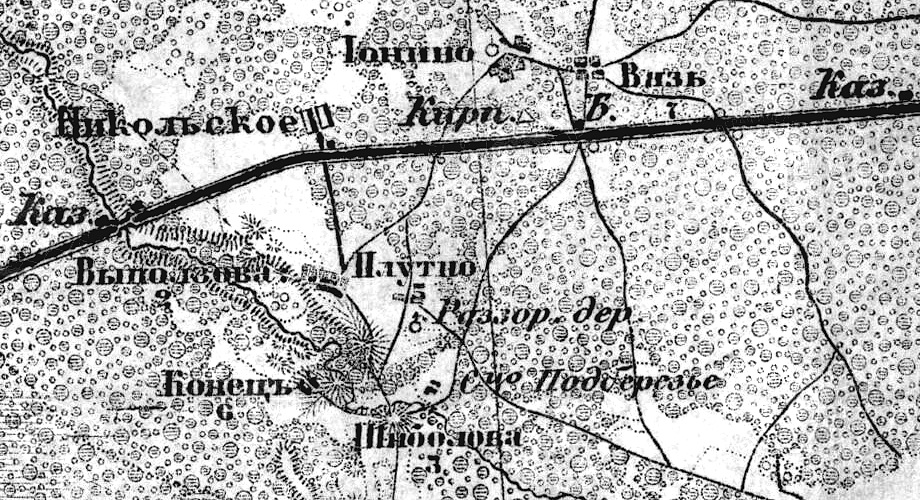
Деревня Плутно на карте 1917 года

Согласно карте Новгородской губернии 1917 года, деревня насчитывала 5 крестьянских двора.
С 1917 по 1927 год деревня входила в состав Советской волости Устюженского уезда Череповецкой губернии.
С 1927 года, в составе Шибаловского сельсовета Ефимовского района.
В 1928 году население деревни составляло 103 человека.
По данным 1933 года деревня Плутно входила в состав Шибаловского сельсовета Ефимовского района.
С 1959 года, в составе Подборовского сельсовета.
С 1965 года, в составе Бокситогорского района.
По данным 1966, 1973 и 1990 годов деревня Плутно входила в состав Подборовского сельсовета Бокситогорского района.
В 1997 году в деревне Плутно Подборовской волости проживали 3 человека, в 2002 году — 1 человек (русский).
В 2007 году в деревне Плутно Подборовского сельского поселения проживали 2 человека, в 2010 году — также 2.
Со 2 июня 2014 года — в составе вновь созданного Лидского сельского поселения Бокситогорского района.
В 2015 году в деревне Плутно Лидского СП постоянного населения не было.

## География
Деревня расположена в восточной части района к северу от автодороги 41К-033 (Сомино — Ольеши).
Расстояние до посёлка Подборовье — 5 км.
Расстояние до ближайшей железнодорожной станции Подборовье — 4 км. Ближайший остановочный пункт — платформа 292 км.
Деревня находится на левом берегу реки Обломна.

## Демография
| 1997 | 2002 | 2007 | 2010 | 2017 |
| ---- | ---- | ---- | ---- | ---- |
| 3    | ↘1   | ↗2   | →2   | ↘0   |